# Xã Wheeler, Quận Sac, Iowa
Xã Wheeler (tiếng Anh: Wheeler Township) là một xã thuộc quận Sac, tiểu bang Iowa, Hoa Kỳ. Năm 2010, dân số của xã này là 179 người.